# Личный чемпионат СССР по шахматной композиции 1989
Чемпионат СССР по шахматной композиции 1989 года — восемнадцатый личный чемпионат («XVIII личное первенство СССР по шахматной композиции»).

## Общие сведения
В полуфинал чемпионата отбирались опубликованные в 1985—1986 годах произведения гроссмейстеров и мастеров спорта, финалистов предыдущего чемпионата, а также авторов-победителей и призёров крупных соревнований. Судьи определяли по двадцать лучших работ в каждом из традиционных разделов — двухходовки, трёхходовки, многоходовки и этюды. Авторы этих двадцати произведений проходили в финал, где участвовало по четыре лучшие работы от каждого автора (не более двух в соавторстве).
Полуфинал — 833 задачи и этюда 186 авторов. 
Главный судья — А. Феоктистов. 

## Двухходовки
Полуфинал — 288 задач 56 авторов. Финал — 60 задач 19 авторов. 
Судья — В. Чепижный.
1. В. Попов — 49½ балла; 

2. В. Мельниченко — 47½; 

3—5. Ю. Антонов, С. Бурмистров, А. Домбровскис — по 46; 

6. В. Лукьянов — 46 (по дополнительным показателям); 

7. А. Лобусов — 45½; 

8. А. Мочалкин — 45½; 

9. Ю. Сушков — 45; 

10. Д. Банный — 45; 

11. Е. Пермяков — 44½; 

12. В. Шаньшин — 44½; 

13. С. Шедей — 44½; 

14. В. Ерохин — 44; 

15. Н. Бельчиков — 43½; 

16. Е. Богданов — 43½; 

17. А. Кузовков — 43½; 

18. В. Копаев — 43; 

19. Г. Марковский — 43. 
Лучшие композиции: Ю. Антонов и С. Бурмистров, А. Домбровскис, В. Попов.

## Трёхходовки
Полуфинал — 205 задач 58 авторов. Финал — 59 задач 17 авторов. 
Судья — Ф. Давиденко.
1. Я. Владимиров — 47; 

2. А. Лобусов — 45; 

3. Л. Загоруйко — 45; 

4. А. Кузовков — 45; 

5. В. Копаев — 43; 

6. А. Бахарев — 41; 

7. М. Кузнецов — 40; 

8. М. Марандюк — 37; 

9. Е. Богданов — 37; 

10—11. А. Гуляев, Ю. Маркер — по 36; 

12. И. Сорока — 36; 

13. С. Пугачёв — 36; 

14. В. Зиновьев — 34; 

15. В. Семененко — 33; 

16. В. Сычёв — 29; 

17. В. Рычков — 21. 
Лучшие композиции: Л. Загоруйко; М. Кузнецов и А. Кузовков; А. Кузовков и М. Марандюк; А. Лобусов (2).

## Многоходовки
Полуфинал — 169 задач 38 авторов. Финал — 32 задачи 11 авторов. 
Судья — М. Марандюк. 
1. Я. Владимиров — 50; 

2. А. Кузовков — 44; 

3. А. Лобусов — 43; 

4. Ф. Давиденко — 39; 

5. Л. Капуста — 34; 

6. И. Сорока — 31; 

7. И. Крихели — 28; 

8. А. Спирин — 22; 

9. В. Рычков — 21; 

10. Н. Кондратюк — 17; 

11. Н. Плетнёв — 17. 
Лучшая композиция: И. Сорока.

## Этюды
Полуфинал — 171 этюд 34 авторов. Финал — 49 этюдов 14 авторов. 
Судья — Н. Кралин.
1. О. Перваков — 47; 

2—3. В. Козырев, Г. Умнов — по 43; 

4. Г. Надареишвили — 41; 

5. И. Крихели — 39; 

6. В. Власенко — 39; 

7—8. М. Зинар, А. Максимовских — по 38; 

9. А. Копнин — 38; 

10. Д. Гургенидзе — 36; 

11. Н. Рябинин — 30; 

12. Э. Погосянц — 30; 

13. М. Громов — 22; 

14. А. Сочнев — 21. 
Лучшая композиция: О. Перваков.